# Stazione di Dino-Sonvico
La stazione di Dino-Sonvico è stata una stazione ferroviaria, capolinea della ex ferrovia Lugano-Cadro-Dino chiusa il 30 maggio 1970.

## Storia

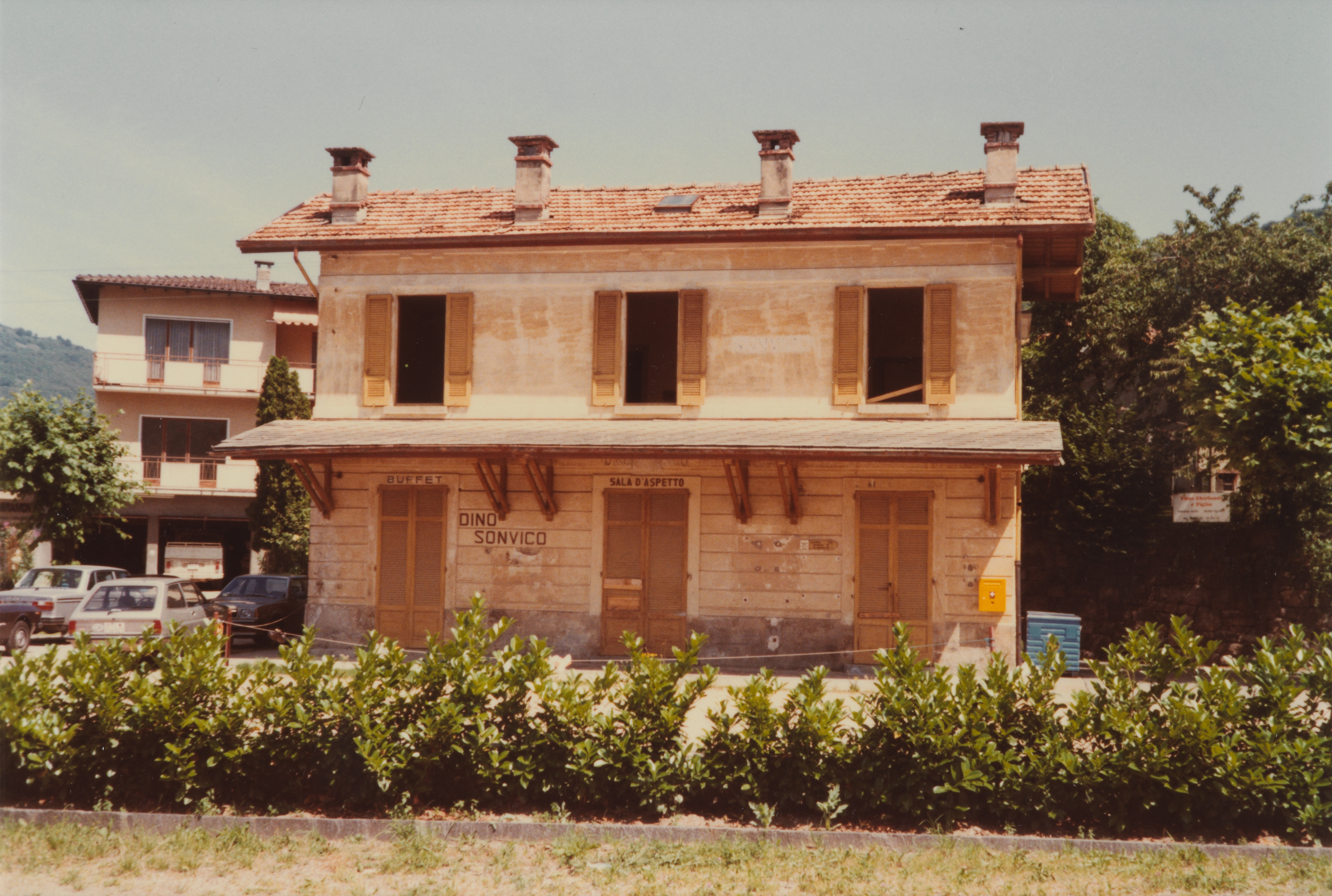
Nel 1983

La stazione venne aperta nel 1911 insieme alla linea e venne chiusa nel 30 maggio 1970.

## Strutture e impianti
Era composto da un fabbricato viaggiatori, un deposito locomotive e due binari. Ad oggi (2015) rimane solo la stazione mentre il deposito locomotive è stato demolito e al suo posto c'è un parco giochi i due binari vennero smantellati.